# اقتصاد اکوسیستم‌ها و تنوع زیستی
اقتصاد اکوسیستم‌ها و تنوع زیستی (TEEB) مطالعه‌ای بود که توسط پاوان سوخدف از سال ۲۰۰۷ تا ۲۰۱۱ رهبری می‌شد. این یک ابتکار بین‌المللی برای جلب توجه به مزایای اقتصادی جهانی تنوع زیستی است. هدف آن برجسته کردن هزینه‌های فزاینده از دست رفتن تنوع زیستی و تخریب اکوسیستم و گردآوری تخصص‌ها از حوزه‌های علمی، اقتصادی و سیاسی برای انجام اقدامات عملی است. هدف TEEB ارزیابی، اطلاع‌رسانی و اطالع‌رسانی فوری به اقدامات از طریق پنج هدف قابل دستیابی آن است مبانی علمی و اقتصادی، هزینه‌های سیاست‌گذاری و هزینه‌های عدم اقدام، فرصت‌های سیاست‌گذاری برای سیاست‌گذاران ملی و بین‌المللی، پشتیبانی از تصمیم‌گیری برای مدیران محلی، ریسک‌های تجاری، فرصت‌ها و معیارها و مالکیت شهروندان و مصرف‌کنندگان.
یکی از انگیزه‌های این مطالعه، ایجاد یک مبنای استاندارد جهانی بی‌طرف برای حسابداری سرمایه‌های طبیعی بود. برآوردها نشان می‌دهد که هزینه تنوع زیستی و آسیب به اکوسیستم تا سال ۲۰۵۰، ۱۸ درصد از تولید اقتصادی جهانی را تشکیل می‌دهد و در حال حاضر بیش از ۲ تریلیون دلار آمریکا برای ۳۰۰۰ شرکت بزرگ طبق گزارش است، و برخی تخمین‌ها تا ۶ تریلیون دلار آمریکا در سال نیز می‌رسد. بانک جهانی به‌طور خاص تلاش‌های اخیر را برای گنجاندن هزینه تنوع زیستی و آسیب‌های اقلیمی در حساب‌های ملی هدایت کرده است.
حامیان مالی آن اعلام کردند که TEEB یک «ابتکار بزرگ بین‌المللی برای جلب توجه به مزایای اقتصادی جهانی تنوع زیستی، برجسته کردن هزینه‌های رو به رشد از دست رفتن تنوع زیستی و تخریب اکوسیستم، و گردآوری تخصص از حوزه‌های علم، اقتصاد و سیاست برای امکان‌پذیر کردن اقدامات عملی در آینده» است. در اکتبر ۲۰۱۰، این نهاد گزارش خود را با عنوان «جریان‌سازی اقتصاد طبیعت: ترکیبی از رویکرد، نتیجه‌گیری‌ها و توصیه‌های TEEB" منتشر کرد و بانک سرمایه طبیعی را برای ارائه یافته‌های خود به عموم مردم راه‌اندازی کرد.

## تاریخچه
مطالعه TEEB توسط آلمان و کمیسیون اروپا در پاسخ به پیشنهاد وزرای محیط زیست در پوتسدام آلمان در سال ۲۰۰۷، برای توسعه یک مطالعه جهانی در مورد اقتصاد از دست رفتن تنوع زیستی، آغاز شد. مرحله دوم مطالعه TEEB توسط برنامه محیط زیست سازمان ملل متحد (UNEP) با حمایت تعدادی از سازمان‌ها، از جمله کمیسیون اروپا، وزارت محیط زیست، حفاظت از طبیعت و ایمنی هسته‌ای فدرال آلمان و وزارت محیط زیست، غذا و امور روستایی بریتانیا برگزار می‌شود.
پاوان سوکدیو، بانکدار ارشد دویچه بانک، و بنیانگذار-مدیر پروژه حسابداری سبز (صندوق ایالت‌های سبز هند) در هند. هیئت مشاوره TEEB شامل متخصصانی از حوزه‌های علوم و اقتصاد است.
گزارش موقت TEEB در ماه مه ۲۰۰۸ تحت فاز اول منتشر شد. این گزارش شواهدی از خسارات اقتصادی قابل توجه جهانی و محلی و تأثیرات رفاه انسانی ناشی از خسارات مداوم تنوع زیستی و تخریب اکوسیستم‌ها ارائه داد. این مطالعه عمدتاً بر جنگل‌ها متمرکز بود و میزان تلفات سرمایه طبیعی را که در نتیجه جنگل‌زدایی و تخریب رخ می‌دهد، بررسی کرد. TEEB تخمین می‌زند که این رقم سالانه بین ۲ تا ۴٫۵ تریلیون دلار آمریکا باشد.
مرحله دوم مطالعه، به منظور گسترش کار آغاز شده در مرحله اول انجام شد. این مطالعه در سال ۲۰۱۰ تکمیل و در دهمین کنفرانس طرفین کنوانسیون تنوع زیستی در اکتبر ۲۰۱۰ در ناگویا، ژاپن ارائه شد. جلدهای پایانی TEEB توسط اسکن زمین در حال انتشار است. جلد اول در اکتبر ۲۰۱۰ منتشر شد: اقتصاد اکوسیستم‌ها و تنوع زیستی: مبانی اکولوژیکی و اقتصادی. جلدهای دوم، سوم و چهارم در طول سال ۲۰۱۱ منتشر خواهند شد.

## اعضای هیئت مشاوره
- اخیم استینر، مدیر اجرایی، برنامه محیط زیست سازمان ملل متحد
- احمد جوغلاف، دبیر اجرایی، کنوانسیون تنوع زیستی
- نیکلاس استرن، بارون استرن برنتفورد، استاد اقتصاد و حکومت در دانشگاه آی.جی. پاتل و رئیس مؤسسه تحقیقاتی گرانتهام در دانشکده اقتصاد لندن در زمینه تغییرات اقلیمی و محیط زیست
- جولیا مارتون-لفور، مدیرکل اتحادیه بین‌المللی حفاظت از طبیعت
- هرمان مولدر، مدیر کل و رئیس مدیریت ریسک گروهی بانک ABN AMRO، آمستردام، هلند بود.
- پیتر می، رئیس انجمن بین‌المللی اقتصاد بوم‌شناسی
- لادیسلاو میکو، وزیر محیط زیست، جمهوری چک
- والتر رید، مدیر برنامه حفاظت و علوم، بنیاد دیوید و لوسیل پاکارد
- جایلز اتکینسون، دانشیار سیاست زیست‌محیطی، دانشکده جغرافیا و محیط زیست، مؤسسه تحقیقاتی تغییرات اقلیمی و محیط زیست گرانتهام، دانشکده اقتصاد لندن
- ادوارد باربیه، استاد اقتصاد، دانشکده اقتصاد و دارایی، دانشگاه وایومینگ
- ژاکلین مک‌گلید، مدیر اجرایی، آژانس محیط زیست اروپا
- یولاندا کاکابادزه، رئیس صندوق جهانی طبیعت از ژانویه ۲۰۱۰
- یوخن فلاسبارت، رئیس آژانس محیط زیست فدرال، آلمان
- کارل-گوران مولر، استاد اقتصاد، دانشکده اقتصاد استکهلم و مدیر، مؤسسه بین‌المللی اقتصاد بوم‌شناسی بایر
- جوآن مارتینز آلیر، استاد گروه اقتصاد و تاریخ اقتصادی، دانشگاه اتونوما بارسلونا

## مرحله اول: پیام‌های کلیدی
جهان در حال حاضر بخش زیادی از تنوع زیستی خود را از دست داده است. TEEB نشان می‌دهد که فشار بر قیمت کالاها و مواد غذایی، پیامدهای این ضرر را برای جامعه نشان می‌دهد. TEEB توصیه می‌کند که اقدامات اصلاحی فوری ضروری است زیرا از بین رفتن گونه‌ها و تخریب اکوسیستم به‌طور جدایی‌ناپذیری با رفاه انسان مرتبط است. پیش‌بینی می‌شود که رشد اقتصادی و تبدیل اکوسیستم‌های طبیعی به تولیدات کشاورزی ادامه یابد، اما TEEB احساس می‌کند که ضروری است اطمینان حاصل شود که چنین توسعه‌ای، ارزش واقعی اکوسیستم‌های طبیعی را به درستی در نظر می‌گیرد. این امر هم برای مدیریت اقتصادی و هم برای مدیریت زیست‌محیطی اهمیت اساسی دارد.
یافته‌های TEEB (گزارش موقت) عمدتاً در سه حوزه بود — اندازه اقتصادی و تأثیر رفاهی از دست رفتن اکوسیستم‌ها و تنوع زیستی، پیوندهای قوی بین حفاظت از تنوع زیستی و سلامت اکوسیستم از یک سو و ریشه‌کنی فقر و دستیابی به اهداف توسعه هزاره از سوی دیگر، و انتخاب‌های اخلاقی مربوط به انتخاب نرخ تنزیل اجتماعی برای تنزیل مزایای اکوسیستم‌ها و تنوع زیستی.

### یافته‌های اصلی
- ۱۱٪ از مناطق طبیعی باقی‌مانده در سال ۲۰۰۰ ممکن است از بین بروند، که عمدتاً در نتیجهٔ تغییر کاربری برای کشاورزی، گسترش زیرساخت‌ها و تغییرات اقلیمی است.
- تقریباً ۴۰ درصد از زمین‌هایی که در حال حاضر تحت کشاورزی کم‌اثر هستند، می‌توانند به کشاورزی متمرکز تبدیل شوند و این امر منجر به از دست رفتن بیشتر تنوع زیستی خواهد شد.
- تخمین زده می‌شود که با سرمایه‌گذاری سالانه ۴۵ میلیارد دلار آمریکا تنها در مناطق حفاظت‌شده، می‌توان ارائه خدمت بوم‌سازگان به ارزش حدود ۵ تریلیون دلار آمریکا در سال را تضمین کرد.

TEEB دریافته است که مدیریت صحیح اکوسیستم و تنوع زیستی و گنجاندن سرمایه طبیعی در حسابداری دولتی و تجاری می‌تواند شروعی برای جبران بی‌تحرکی و کاهش هزینه‌های خسارات آینده باشد.

## مرحله دوم
مرحله دوم TEEB که در حال حاضر در حال انجام است، رویکردی اقتصادی اتخاذ می‌کند که از نظر مکانی خاص است و بر دانش چگونگی عملکرد و ارائه خدمات اکوسیستم‌ها بنا شده است. این بررسی می‌کند که چگونه اکوسیستم‌ها و خدمات مرتبط با آنها احتمالاً به اقدامات خاص سیاستی پاسخ می‌دهند. تمرکز اساسی TEEB بر توسعه یک معیار اقتصادی است که برای ارزیابی عملکرد یک اقتصاد، مؤثرتر از تولید ناخالص داخلی باشد. TEEB توصیه می‌کند که سیستم‌های حسابداری ملی باید فراگیرتر باشند تا بتوانند مزایای قابل توجه رفاه انسانی که اکوسیستم‌ها و تنوع زیستی فراهم می‌کنند را اندازه‌گیری کنند. چنین سیستم‌هایی می‌توانند به سیاست‌گذاران کمک کنند تا اقدامات صحیح را اتخاذ کرده و سازوکارهای تأمین مالی مناسبی را برای حفاظت از محیط زیست طراحی کنند.
- دانش اکولوژیکی و اقتصادی را برای ساختاردهی ارزیابی خدمت بوم‌سازگان تحت سناریوهای مختلف ادغام کنید.
- روش‌های ارزش‌گذاری مناسب را برای زمینه‌های مختلف پیشنهاد دهید.
- هزینه‌های اقتصادی کاهش تنوع زیستی و هزینه‌ها و مزایای اقدامات برای کاهش این خسارات را بررسی کنید.
- تدوین «مجموعه ابزارها» برای سیاست‌گذاران در سطوح بین‌المللی، منطقه‌ای و محلی به منظور تقویت توسعه پایدار و حفاظت بهتر از اکوسیستم‌ها و تنوع زیستی.
- دسترسی آسان به اطلاعات و ابزارهای پیشرو برای بهبود رویه‌های تنوع زیستی برای جامعه تجاری — از منظر مدیریت ریسک‌ها، پرداختن به فرصت‌ها و اندازه‌گیری اثرات - را فراهم کنید.
- افزایش آگاهی عمومی از تأثیر فرد بر تنوع زیستی و اکوسیستم‌ها، و حوزه‌هایی که اقدامات فردی می‌تواند در آنها تغییر مثبتی ایجاد کند.

## به‌روزرسانی مسائل اقلیمی
در گزارش به‌روزرسانی اقلیمی TEEB آمده است که توافق بر سر تأمین بودجه برای جنگل‌ها، اولویت اصلی دولت‌های شرکت‌کننده در کنفرانس تغییرات اقلیمی سازمان ملل متحد در کپنهاگ در سال ۲۰۰۹ بود.
تخمین زده می‌شود که سالانه ۵ گیگاتن یا ۱۵ درصد از انتشار دی‌اکسید کربن در سراسر جهان توسط جنگل‌ها جذب یا «ترسیب» می‌شود و آنها را به «موتور کاهش» جهان طبیعی تبدیل می‌کند.
TEEB دریافته است که سرمایه‌گذاری در اقدامات مبتنی بر اکوسیستم مانند تأمین مالی طرح کاهش انتشار گازهای گلخانه‌ای ناشی از جنگل‌زدایی و تخریب جنگل‌ها (REDD) می‌تواند به مبارزه با تغییرات اقلیمی کمک کند و همچنین می‌تواند یک اقدام کلیدی ضد فقر و سازگاری باشد.
این به‌روزرسانی همچنین بر «وضعیت اضطراری صخره‌های مرجانی» تأکید می‌کند که در نتیجهٔ افزایش فعلی گازهای گلخانه‌ای، از قبل وجود داشته است. دانشمندانی که در فرایند TEEB مشارکت دارند، نشان می‌دهند که غلظت دی‌اکسید کربن اتمسفری بیش از ۳۵۰ قسمت در میلیون (ppm) می‌تواند آسیب‌های جبران‌ناپذیری به صخره‌های مرجانی وارد کند. این با افزایش دما و اسیدی شدن اقیانوس‌ها مرتبط است. غلظت‌ها بالاتر از این آستانه و در حال افزایش هستند. این موضوع نگرانی‌هایی را ایجاد می‌کند که تثبیت سطح CO2 در ۴۵۰ ppm یا حدود ۱۶٪ بالاتر از سطح فعلی، ممکن است این اکوسیستم حیاتی و چند میلیارد دلاری را به انقراض محکوم کند و معیشت ۵۰۰ میلیون نفر را در عرض چند دهه با خود ببرد.

## طرح اقتصاد سبز
طرح اقتصاد سبز برنامه محیط زیست سازمان ملل متحد (UNEP) پروژه‌ای است که برای انتقال این پیام طراحی شده است که سبز شدن اقتصادها باری بر دوش رشد نیست، بلکه موتور جدیدی برای رشد، اشتغال و کاهش فقر مداوم جهانی است. گزارش اقتصاد سبز که در فوریه ۲۰۱۱ منتشر شد، از تحلیل اقتصادی و رویکردهای مدل‌سازی برای ارائه ارزیابی عمیق از بخش‌های اقتصادی شناسایی‌شده‌ای استفاده کرد که «سبز شدن» در آنها می‌تواند به رونق و ایجاد شغل (یعنی رشد اقتصادی سنتی) منجر شود. این امر بخش‌هایی را که برای اقتصاد سبز ضروری تلقی می‌شوند، مانند کشاورزی، ساختمان‌ها، شهرها، شیلات، جنگل‌ها، صنعت، انرژی‌های تجدیدپذیر، حمل و نقل، گردشگری، مدیریت پسماند و آب، و همچنین شرایط مساعد در امور مالی، معماری سیاست‌های داخلی و بین‌المللی، ارتقا می‌دهد.

## انتقاد
رویکرد ارزش‌گذاری اکوسیستم‌ها که توسط پروژه TEEB ارائه شده، مورد انتقاد قرار گرفته و در معرض همان مشکلاتی است که بر همه نظریه‌های ارزش اقتصادی جریان اصلی تأثیر می‌گذارد. به‌طور خاص‌تر، استدلال این است که قیمت‌ها باید به دلیل شکست بازار اصلاح شوند و می‌توان با انجام تنظیمات ساده، سیستم قیمت‌گذاری را اصلاح کرد تا منابع به‌طور کارآمد تخصیص یابند. اساس این محاسبه مجدد، ترجیحات انسان برای طبیعت، اکوسیستم‌ها، حشرات و گیاهان است. یکی از انتقادات مربوط به بی‌ربط بودن ترجیحات انسانی در تعیین آنچه از نظر اکولوژیکی برای حفظ سیستم‌های پشتیبانی از حیات ضروری است، می‌باشد. ترجیحات انسان ممکن است راهنمای خوبی برای انتخاب طعم بستنی باشد، اما نه ترکیبی از گونه‌ها یا گازهای موجود در جو که برای حفظ حیات ضروری است.
فراتر از انتقاد از محاسبات واقعی مورد استفاده در این مطالعات TEEB و کارهای مرتبط، پیامدهای نهادی نیز وجود دارد. پاوان سوکدِف طرفدار واکنشی از سوی بخش مالی و بانکی است که «ارزش‌ها را به خود جلب کند». این اساساً به معنای کسب سود برای کسانی است که آماده توسعه و معامله ابزارهای مالی جدید و تأمین مالی طرح‌های مالی هستند که دارایی‌های تنوع زیستی و اکوسیستم را به عنوان دارایی‌های مالی جدید معامله می‌کنند. برخی این را دستور کار پنهان TEEB می‌دانند، زیرا این شرکت از حمایت‌های مالی از جمله ریاست یکی از سرمایه‌گذاران سابق دویچه بانک برخوردار بوده است. کلایو اسپش از TEEB به عنوان «اقتصاد، اکوسیستم و بانکداری وحشتناک» یاد می‌کند.